# Think of Tomorrow
Think of Tomorrow è un album dei Pentangle, pubblicato dalla Permanent Records nel 1991. Il disco fu registrato nel 1991 all'O-TON/Ougenweide Studio di Amburgo, Germania e mixato al Raezar Studios di Londra, Inghilterra.

## Tracce
1. O'er the Lonely Mountain – 5:12 (Pentangle)
2. Baby Now It's Over – 4:13 (Pentangle)
3. Share a Dream – 4:18 (Pentangle)
4. The Storyteller (Paddy's Song) – 3:38 (Pentangle)
5. Meat on the Bone – 4:19 (Pentangle)
6. Ever Yes, Ever No – 3:57 (Pentangle)
7. Straight Ahead – 3:57 (Pentangle)
8. The Toss of Golden Hair – 4:15 (Brano tradizionale, arrangiamenti Pentangle)
9. The Lark in the Clear Air – 3:09 (Brano tradizionale, arrangiamenti e testi aggiunti dei Pentangle)
10. The Bonny Boy – 4:31 (Brano tradizionale, arrangiamenti Pentangle)
11. Colour My Paintbook – 4:13 (Pentangle)

## Musicisti
- Bert Jansch - voce, chitarra acustica
- Jacqui McShee - voce
- Peter Kirtley - voce, chitarra elettrica, chitarra acustica
- Nigel Portman Smith - basso, pianoforte, tastiere
- Gerry Conway - batteria, percussioni, conga

Musicista aggiunto 
- Frank Wulff - flauto, whistle (brano: The Storyteller (Paddy's Song)
- Frank Wulff - flauto (brano: The Toss of Golden Hair)